# SATB2
SATB2 (de l'anglès Special AT-rich sequence-binding protein-2, proteïna d'unió a seqüències especials riques en AT 2) és una proteïna que en humans està codificada pel gen SATB2. SATB2 és una proteïna d'unió a ADN que s'uneix específicament a llocs d'ancoratge de la matriu nuclear i que està implicada en la regulació transcripcional i la remodelació de cromatina. SATB2 ha estat relacionat amb el llavi leporí en individus amb la síndrome de microdeleció de 2q32q33.

## Funció
El llavi leporí és un dels defectes de naixement més comuns, amb una prevalença d'1 cada 800 naixements vius. Tot i que hi ha al voltant de 300 síndromes de malformació que poden incloure llavi leporí, les formes no associades a síndromes representen un 70% de casos de llavi leporí, amb paladar fes o sense, i aproximadament un 50% dels casos amb només paladar fes. Els casos de llavi leporí no associats a síndromes són considerats complexos o multifactorials, en tant que hi contribueixen factors tant ambientals com genètics. La recerca actual suggereix que diversos gens controlen el risc de patir aquesta malformació, risc que pot augmentar per factors ambientals com el tabaquisme durant l'embaràs.

Els estudis de reseqüenciació que s'han realitzat per identificar mutacions específiques suggereixen diversos gens com a responsables del risc de llavi leporí, i s'ha observat un alt grau d'heterogeneïtat al·lèlica en moltes variants i mutacions en gens candidats. Tot i que la majoria d'aquestes mutacions són extremadament rares i sovint mostren penetrança incompleta (fet que vol dir que, per exemple, un progenitor no afectat pot transmetre la mutació), de manera combinada podrien ser responsables de fins a un 5% dels casos de llavi leporí no associat a síndromes.
S'ha observat que mutacions al gen SATB2 poden causar llavi leporí aïllat. SATB2 probablement influeix també en el desenvolupament cerebral, segons mostren estudis amb ratolins on s'observa que SATB2 és necessari per al correcte establiment de connexions neuronals corticals al corpus callosum, tot i el corpus callosum aparentment normal observat en ratolins knockout heterozigots.

## Estructura
SATB2 és una proteïna humana de 733 aminoàcids i 82,5 kDa que conté un homeodomini. La proteïna conté dues regions d'homeodomini degenerades conegudes com a domini CUT (aminoàcids 352–437 i 482–560) i un homeodomini clàssic (aminoàcids acid 614–677). Hi ha un alt grau de conservació de seqüència, i només s'han predit 3 substitucions aminoacídiques al llarg dels 733 residus (les diferències entre la proteïna humana i la de ratolí són I481V, A590T i I730T).

## Importància clínica
SATB2 es va observar disruptat en dos casos no relacionats de translocacions cromosòmiques de novo associades a llavi leporí i Seqüència de Pierre Robin.

El paper de SATB2 en el desenvolupament de les dents i la mandíbula es recolza en la identificació d'una mutació de novo al gen SATB2 en homes amb retard mental profund i anormalitats en dents i mandíbula i també en una translocació que interromp el gen SATB2 en un individu amb seqüència Robin. A més, models de ratolí han demostrat que l'haploinsuficiència del gen condueix a defectes cràneofacials que s'assemblen als causats per la deleció 2q32q33 en humans. A més a més, la pèrdua funcional completa de SATB2 amplifica aquests defectes.